# Semione
Semione est une localité et une ancienne commune suisse du canton du Tessin.
Elle a fusionné le 1er avril 2012 avec Ludiano et Malvaglia pour former la commune de Serravalle

Photo aérienne (1953)